# Next (film 2007)
Next è un film del 2007 diretto da Lee Tamahori, liberamente ispirato al racconto di fantascienza di Philip K. Dick Non saremo noi (The Golden Man, 1954).

## Trama
Cris Johnson, in arte "Frank Cadillac" (come raccontato da lui nel film questo nome è composto dai nomi dei suoi due soggetti preferiti: Frankenstein e le Cadillac) è in grado di vedere il futuro, con un piccolo particolare: vede solo il proprio futuro, e solo due minuti in avanti, eccezione fatta per ciò che riguarda il futuro della ragazza di cui è innamorato, Elizabeth che vide all'interno di una tavola calda, nel qual caso non c'è limite.
Cris non esita a usare il suo potere non solo per modificare il corso degli eventi, affermando che la conoscenza del futuro cambia il corso degli eventi interessati solo per il fatto stesso di averli guardati e conosciuti, ma anche per arrotondare i suoi guadagni lavorando come mago e medium in qualche squallido albergo di Las Vegas. 
Le cose cambiano per Cris quando l'agente dell'FBI Callie Ferris capisce che solo lui può aiutarla a sventare un terribile atto terroristico. Di conseguenza viene ricercato e lui, prevedendo ciò, scappa. Finalmente incontra Elizabeth, di cui aveva previsto l'incontro in futuro senza conoscere però il giorno esatto. Trova quindi il modo di parlarle e i due partono in viaggio fino a soggiornare con lei in un motel. Quando i due si svegliano, lei esce di casa per una passeggiata e incontra la Ferris che le racconta che Cris è uno psicopatico. La ragazza è però innamorata dell'uomo e lo aiuta a scappare dall'FBI. Dopo il rapimento di Elizabeth, la fuga dai terroristi di Cris e la successiva collaborazione con l'FBI per ritrovare la ragazza e la bomba, Cris si accorge (dopo aver salvato la ragazza) di aver commesso un errore di valutazione e che la bomba stava esplodendo proprio in quel momento.
Si sveglia la stessa mattina dopo aver dormito con la ragazza e si accorge che aveva nuovamente infranto il limite dei due minuti: le vicende che ha vissuto si sono rivelate dunque un'anticipazione (prolessi). Siccome in ogni vecchio scenario possibile aveva notato che la donna amata sarebbe morta, questa volta è lui a uscire di casa la mattina dopo aver chiamato la Ferris, dicendo che avrebbe collaborato solo nel caso in cui Elizabeth non fosse stata coinvolta.

## Cameo
In un cameo di alcuni minuti compare anche Peter Falk, nel ruolo di Irv, anziano padre del protagonista. Tuttavia egli non modifica o influenza particolarmente lo svolgersi della trama.

## Curiosità
I titoli di coda prima si riavvolgono velocemente dal basso verso l’alto, poi scorrono al contrario (dall’alto al basso)

## Promozione
(Tagline del film)

## Critica
Il film ha ricevuto durante l'edizione dei Razzie Awards 2007 due candidature: peggior attore per Nicolas Cage e peggiore attrice non protagonista per Jessica Biel.